# Dương Âm (Xích Mi)
Dương Âm (chữ Hán: 杨音, ? – ?), người huyện Lâm Nghi, quận Đông Hải , là tướng lĩnh khởi nghĩa Xích Mi cuối đời Tân, đầu đời Đông Hán trong lịch sử Trung Quốc.

## Cuộc đời và sự nghiệp
Cuối đời Tân, Âm khởi binh phản kháng triều đình, sau đó cùng các thủ lĩnh đồng quận là Từ Tuyên, Tạ Lộc, quy phụ người quận Lang Da là Phàn Sùng. Bọn họ lệnh cho nghĩa quân nhuộm đỏ lông mày để phân biệt với quan quân, nên được gọi là quân Xích Mi, tiến hành đấu tranh ở một dải Thái Sơn, Bắc Hải, trước sau đánh tan các lực lượng quan quân của chính quyền nhà Tân, chính quyền Hán Canh Thủy.
Năm Canh Thủy thứ 2 (24), nghĩa quân Xích Mi chia làm 2 lộ, Âm cùng Từ Tuyên, Tạ Lộc nắm một cánh quân, liên tiếp đánh bại quân đội của chính quyền Canh Thủy, đến đầu năm sau (25) thì hội sư với cánh quân của Phàn Sùng, Bàng An ở quận Hoằng Nông.
Tháng 6 ÂL năm thứ 3 (25), nghĩa quân Xích Mi đến huyện Trịnh, đưa hậu duệ của Thành Dương Cảnh vương Lưu Chương là Lưu Bồn Tử lên ngôi, là Kiến Thế đế. Âm được làm Liệt khanh. Tháng 9 ÂL, nghĩa quân chiếm được Trường An, Canh Thủy đế đầu hàng rồi bị giết.
Trường An có nạn đói, lại thêm Bàng An thua trận. Vào cuối năm ấy, Âm theo Phàn Sùng đưa hơn 10 vạn nghĩa quân trong cơn đói kém quay về miền đông. Đầu năm thứ 3 (27), Quang Vũ đế điều quân chẹn hết đường tiến thoái của nghĩa quân, Phàn Sùng đành phải xin hàng. Âm khi còn ở Trường An có ơn với Triệu vương Lưu Lương (chú của đế), nên được ban tước Quan nội hầu. Ban đầu đế ban nhà cửa ruộng vườn cho các tướng lãnh quân Xích Mi ở Lạc Dương, về sau Âm được trở lại quê nhà, rồi mất ở đấy trong yên lành, không rõ khi nào.